# ギンバル訓練場
ギンバル訓練場 (Ginbaru Training Area) は沖縄県金武町にあったアメリカ海兵隊の訓練場。1972年に「ギンバル訓練場」と「嘉手納第３サイト」が統合されギンバル訓練場となり、2011年に全面返還された。

## 概要
（施設番号：FAC6017）
場所：金武町字金武
面積：約 489,700 ㎡
| FAC6017 | ギンバル訓練場 | ギンバル訓練場  |        |
| FAC6017 | ギンバル訓練場 | 嘉手納第3サイト | メース |

### 歴史
1953年4月、琉球列島米国民政府は、さらに新しい土地を接収するため軍用地接収の手続きを定めた米国民政府布令第109号「土地収用令」を公布し、強制的な土地接収を開始した。
1957年10月3日、米国民政府はギンバルの収用通知書を発行し、これにより131,808坪の土地が強制接収された。11月、「ギンバル訓練場」として使用開始。また、「嘉手納第３サイト」として、メースB8ミサイル基地を建設。
1970年、メース基地を撤去。
1972年5月15日、沖縄返還に伴い「ギンバル訓練場」と「嘉手納第３サイト」が統合され、「ギンバル訓練場」として提供開始。 
1992年5月14日、住宅用地等土地約160㎡の返還。 
1995年2月9日、泥土除去施設として、工作物を追加提供。 9月30日、住宅用地約160㎡を返還。
1996年12月2日、SACO最終報告「土地の返還」に条件付き返還が盛り込まれる。
2001年5月31日、個人住宅用地約40 ㎡を返還。 
2005年3月31日、住宅用地約126㎡を返還。 
2006年7月14日、境界標として工作物（境界標）追加提供。 

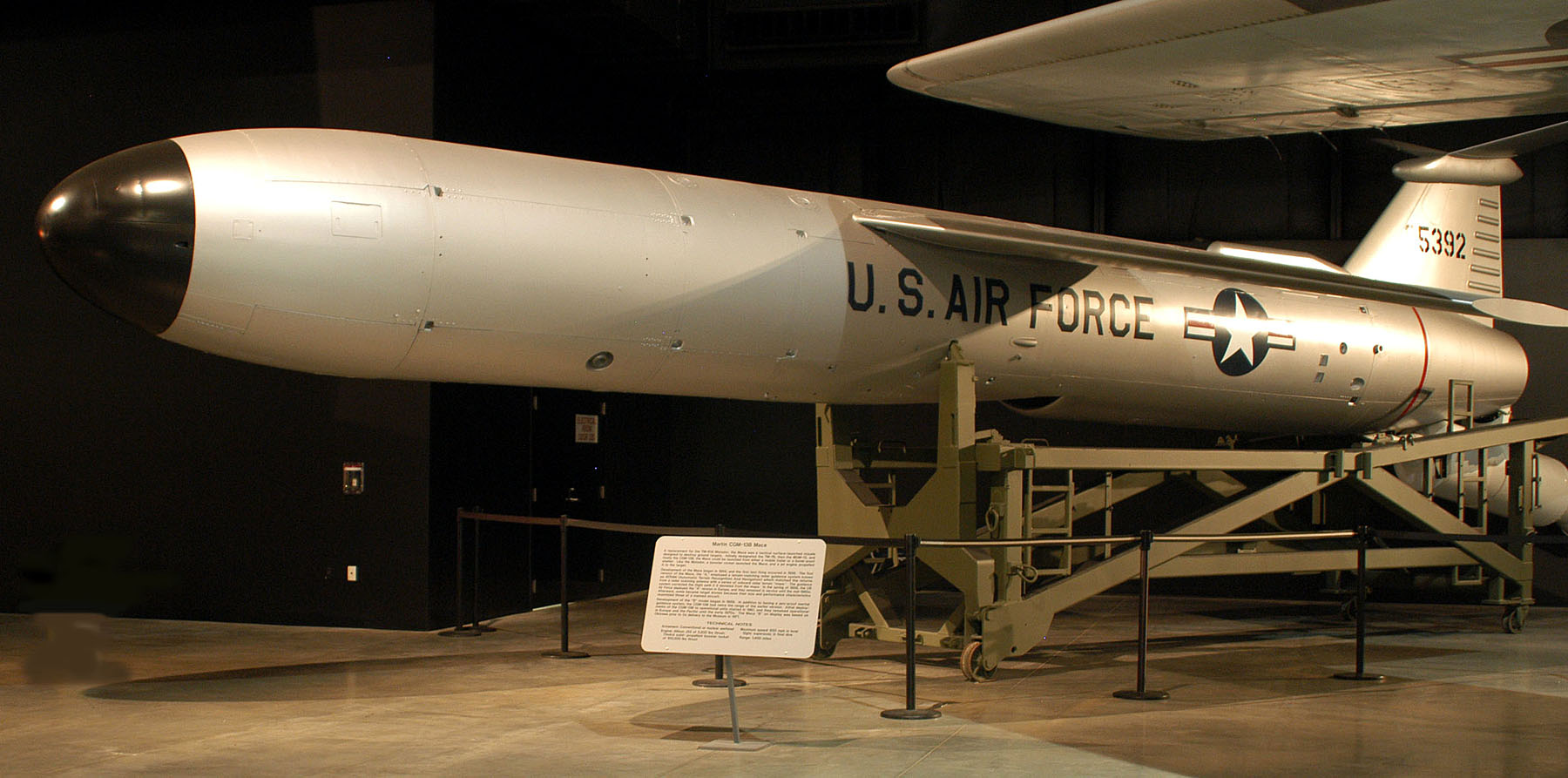
オハイオ州空軍博物館に展示してあるこちらのメースBは沖縄に1971年まで配備されていたもの。

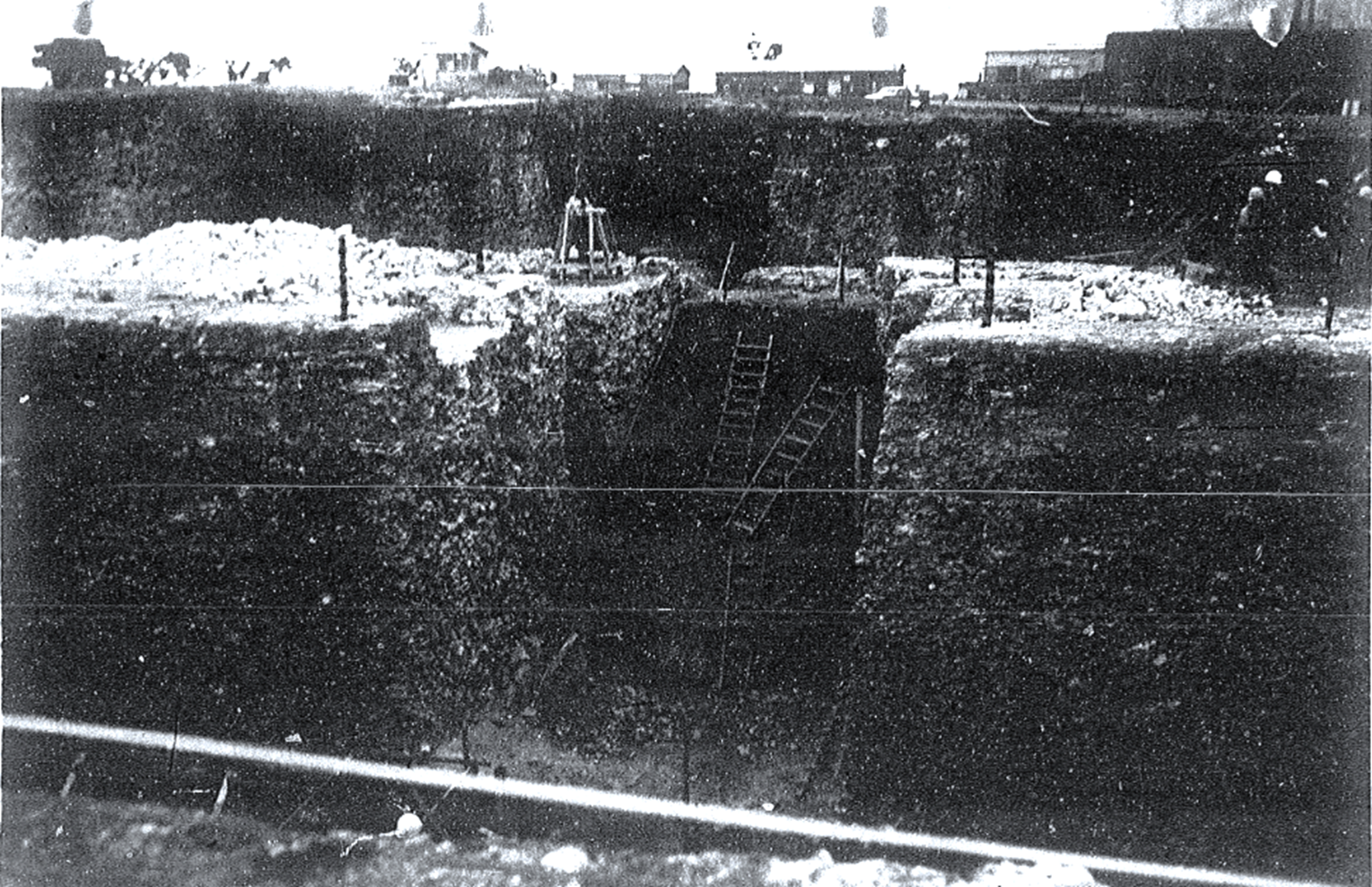
1960年12月22日撮影のホワイトビーチにおけるメース地下施設建設 (初期段階) のようす。空軍の報告書によると、建築は米陸軍工兵隊と「マツムラグミ」が担当。(撮影 空軍)

2011年7月31日、全部返還。
2012年から撤去工事が始まった。

## メースB基地

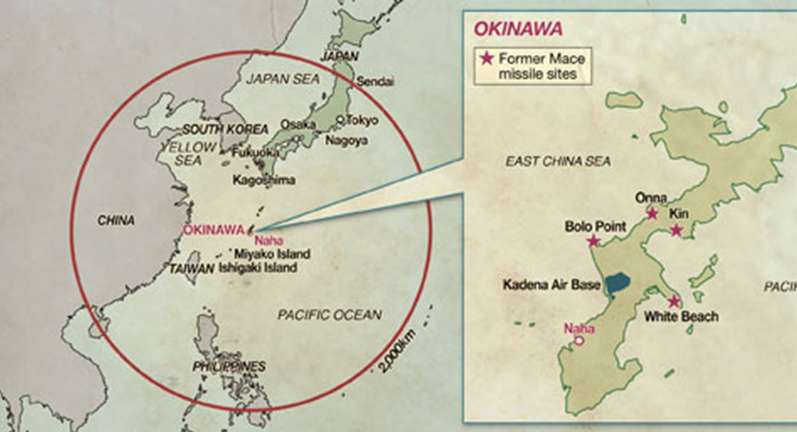
核弾頭メースが配備されていた沖縄の基地

冷戦時代、アメリカ軍は共産圏への核抑止力として、沖縄県内4カ所 (ギンバル、恩納サイト、読谷ボロー・ポイント、勝連半島) に核弾頭搭載可能な中距離弾道ミサイル「メースB」基地を配備した。8基の発射台をもち、米第313空軍師団の第498戦術ミサイル隊のメースBが8基配備されていた。核戦争を想定しているため、最深11メートルの頑丈な二つの地下コンクリート施設は廊下で連結されていた。射程2,400キロ、広島原爆の70倍以上の威力を有する核兵器メースＢミサイルの基地は、計32基がこうしていつでも発射できる態勢を維持していた。
|   |                 | メース基地             | 備考       |
| 1 | 嘉手納第1サイト | ボロー・ポイント射撃場 | 読谷       |
| 2 | 嘉手納第2サイト | ホワイト・ビーチ地区   | 現うるま市 |
| 3 | 嘉手納第3サイト | ギンバル訓練場         | 金武町     |
| 4 | 嘉手納第4サイト | 恩納サイト             | 恩納村     |

沖縄返還を前に、核兵器は撤去されたことになっている。しかし、2011年に返還された時点でも、撤去に膨大な費用がかかる地下の巨大なコンクリートの構造物は、ギンバル訓練場の地下にそのまま取り残されていた。米軍は日米地位協定で環境的な原状回復義務を負わないため、膨大な負担となるメースサイトの4施設をすべて日本に返還し、構造物の撤去とクリーンアップはすべて日本の税金で賄われた。ギンバルのメース地下施設の撤去費用だけで、総額約1億5千万円、土地の土壌調査やクリーンアップ費用に241,132,500円が費やされた。

## 条件付き返還
ギンバル訓練場の返還は、1996年12月2日の SACO最終報告「土地の返還」に盛り込まれた措置の一つで、新たなヘリコプター着陸帯を金武ブルー・ビーチ訓練場に建設し、消火訓練施設及び泥土除去施設をキャンプ・ハンセンに新築し移設させた後に、1997年までを目途にギンバル約60ヘクタールを返還するという条件付き返還であった。
SACO最終報告の返還条件
・代替施設としてヘリコプター着陸帯を金武ブルー・ビーチ訓練場に建設し移設
・代替施設として消火訓練施設及び泥土除去施設などをキャンプ・ハンセンに建設し移設
・返還1997度末までを目途に、ギンバル訓練場 (約60ヘクタール) を返還する。
金武町議会は、楚辺通信所の移設先やギンバル訓練場の移設先とされた金武町の負担増大に対し強い反対を表明していたが、2007年4月の防衛局の説明会の後、6月に儀武剛町長が返還条件受入表明を受けいれることを発表した。
2009年11月、金武ブルー・ビーチ訓練場の新規ヘリコプター着陸帯 (LZスワン) を建設。
2011年6月、キャンプ・ハンセンの泥土除去施設を米軍に提供。
2012年7月31日、ギンバル訓練場が返還される。しかし日米地位協定では米軍側に原状回復義務を求めないため、1960年代後半からおよそ半世紀ものあいだギンバルに放置されたままの米軍の冷戦時代の遺物である核兵器要塞メースの巨大なコンクリートバンカーを解体し、ギンバルの土地を整備するために2億4千万もの費用がかかった。

### 条件1. 金武ブルー・ビーチの新規ヘリ着陸帯建設
金武町に新たな負担を強いることを意味する SACO の条件付き返還がなかなか進展しないことに苦慮した防衛省は、2007年4月、武町で説明会を開き「ギンバル訓練場の返還が不可能であれば、ギンバル訓練場とで引き続きヘリの訓練が実施される」等を説明した。
その後、金武町議会はギンバル訓練場返還の条件となった金武ブルービーチの新規ヘリパット建設計画に合意し、2009年11月、について、ギンバルの古いヘリパット1つとブルービーチの3つのヘリパットを一つに集約する新規ヘリパット (LZスワン) が建設された。しかし、2012年度では、CH-46ヘリの使用は年間14回である一方、オスプレイの離着陸はその90倍の1260回であり、実質はオスプレイの着陸帯になっている。また民間地に近い場所では、条件に反して相変わらず民間地に近い旧着陸帯やその他の場所で離着陸がおこなわれていることも指摘されている。

## 事件・事故
1981年12月23 日、信号弾使用により原野火災発生、約1,500 ㎡を焼失。
1986年年6月4日、照明弾使用により原野火災発生、約80 ㎡焼失。
1988年年9月21日、訓練場から150ｍ離れた金武町字頭呂地帯一帯のサトウキビ畑に、パラシュートの付いた照明弾数個が落下し、畑約2,258 ㎡を焼失。同年10月20日、同訓練場における照明弾を使用する訓練を禁止した。
1992年9月16日、照明弾使用で原野火災発生、約80㎡焼失。

## 返還後の跡地開発
2008年1月に日米合同委員会で全面返還が合意され、2011年7月に返還されたギンバル訓練場の跡地利用計画は、ギンバルの海岸と豊かなマングローブの自然を生かしたウエルネス事業の開発が進められている。2013年には、海洋療法児童リハビリセンター、フィッティングセンター、ヘルスケアセンター、診療クリニックなどの建設が完成した。
また2011年ごろから地下調査を開始し掘削の結果、ナトリウム塩化物を含む温泉が湧出した。足湯が人気となっている。
2012年、金武町はマレーシアの開発業者ディジャヤ・ランド・デベロップメントとスパリゾートホテルの建設で合意した。海に面した土地約16ヘクタールを100年間賃借し、約600億円の資産を投じ12～15年かけて開発する予定。

## 参考項目
沖縄の米軍基地